# Etery

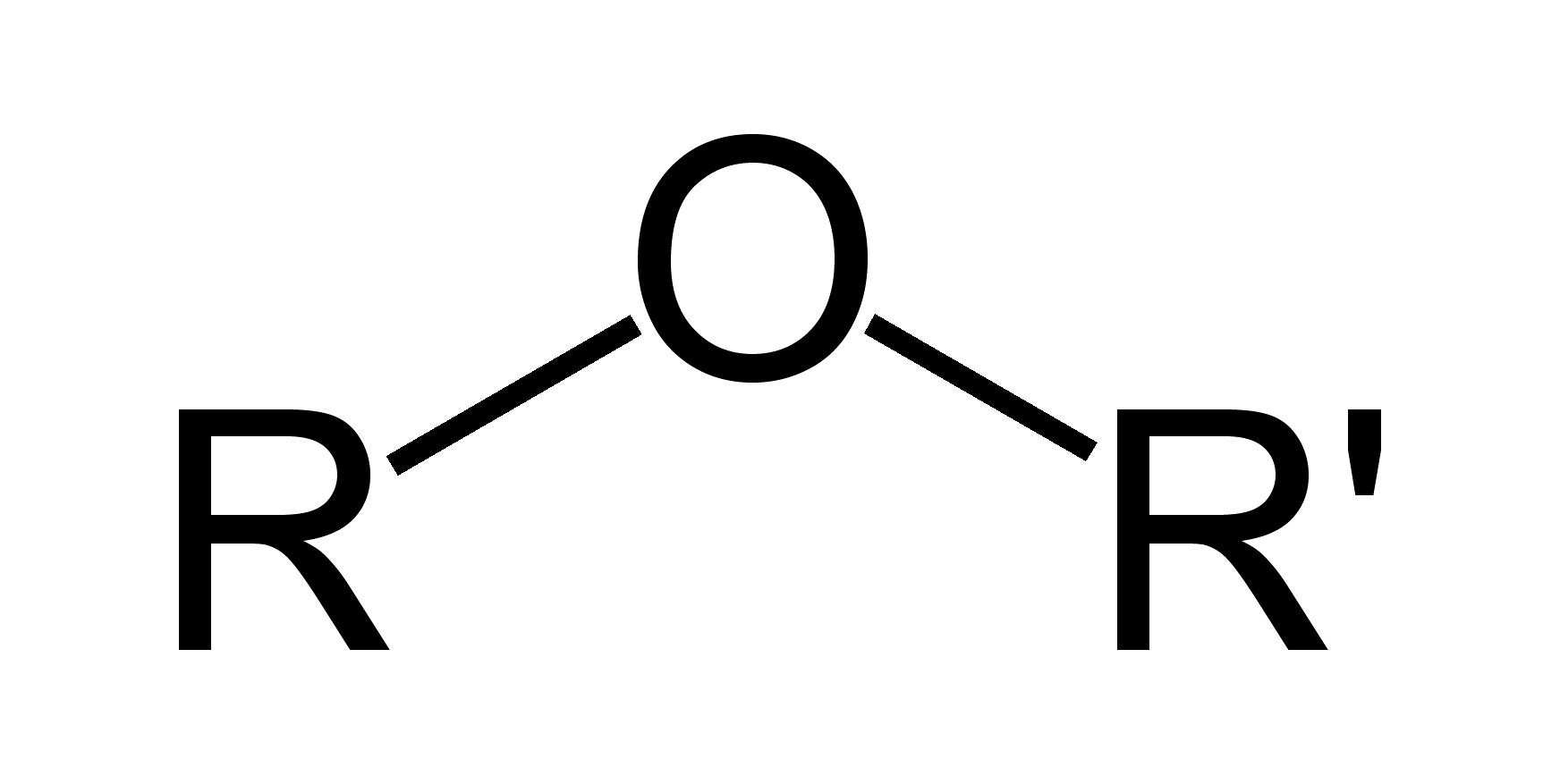
Wzór ogólny eterów

Etery – organiczne związki chemiczne, w których występują wiązania C−O−C, przy czym żaden z atomów węgla nie jest związany z więcej niż jednym atomem tlenu.

## Właściwości
Wiązanie C−O−C jest dość trwałe. Rozkłada się dopiero pod wpływem działania silnych kwasów lub zasad w podwyższonej temperaturze, dzięki czemu etery są dość trwałymi i niezbyt reaktywnymi związkami. W najprostszym przypadku etery składają się z dwóch grup organicznych (R, R') połączonych atomem tlenu (R−O−R'), są jednak także znane polietery, w których występuje więcej niż jedno wiązanie C−O−C. Niektóre cykliczne polietery znane są pod nazwą eterów koronowych.
Proste etery zawierające tylko grupy alkilowe są bardzo słabo polarnymi związkami (nieco bardziej polarnymi niż alkeny, jednak mniej niż alkohole i estry). Rozpuszczalność eterów w wodzie jest podobna do rozpuszczalności alkoholi o tej samej masie cząsteczkowej (np. eter dietylowy i butan-1-ol ok. 8 g na 100 g wody).
Eter dimetylowy CH
3OCH
3 i etylometylowy CH
3OC
2H
5 są gazami. Począwszy od eteru dietylowego CH
3CH
2OCH
2CH
3 etery alkilowe są cieczami. Część z nich ma działanie narkotyczne, np. niegdyś powszechnie stosowany w medycynie eter dietylowy.
Etery tworzą kompleksy ze związkami wykazującymi deficyt elektronów (kwasami Lewisa), np. z BF
3 lub ze związkami Grignarda.

## Synteza
Prostą metodą otrzymywania eterów jest reakcja dehydratacji alkoholi (w praktyce jest ona ograniczona do syntezy eteru dietylowego):
2 C
2H
5OH → C
2H
5OC
2H
5 + H
2O (wiązana przez H
2SO
4)
lub reakcji alkoholi z chloro- i bromoalkanami
ROH + Cl−R' → ROR' + HCl
Metodę syntezy niesymetrycznych eterów z halogenków alkilowych i alkoholanów opracował A. Williamson. Metoda ta znana jest obecnie jako synteza Williamsona:

## Zastosowanie
Etery dialkilowe (najczęściej eter dietylowy) są stosowane jako mało polarne rozpuszczalniki, np. do otrzymywania związków Grignarda. Inne często stosowane etery to cykliczny tetrahydrofuran (THF), wykorzystywany jako rozpuszczalnik organiczny o umiarkowanej polarności oraz bardziej polarny cykliczny dieter, dioksan.
Eter dietylowy jest najstarszym środkiem do narkozy, używanym od roku 1846. Wtedy to amerykański dentysta William Morton w Charlton wypróbował go do znieczulenia przed ekstrakcją zęba, a następnie podczas publicznego zabiegu chirurgicznego. W 4 miesiące później pierwszej takiej operacji na ziemiach polskich dokonano w Krakowie.

## Nadtlenki eterów
Etery charakteryzują się niską reaktywnością, jednak w obecności powietrza ulegają powolnemu utlenianiu do wodoronadtlenków eterów. W wyniku rodnikowej insercji cząsteczki tlenu dochodzi do rozerwania wiązania C−H przy węglu połączonym z tlenem. Nadtlenki są bardzo silnymi utleniaczami, co powoduje odbarwianie wody bromowej oraz są wybuchowe. Etery pozostawione na dłuższy czas w kontakcie z powietrzem mogą zawierać znaczne ilości nadtlenków – np. tetrahydrofuran zawiera wykrywalne ilości nadtlenków już po 10 min kontaktu z powietrzem. Ze względu na ich wyższy punkt wrzenia w porównaniu z eterami, destylacja eterów stanowi poważne zagrożenie z powodu możliwości wybuchu pod koniec procesu, gdyż w pogonie stężenie nadtlenków może być bardzo duże. Dlatego też w pracy z eterami należy zachować szczególną ostrożność, używając tylko świeżych i stabilizowanych odczynników oraz nigdy nie destylując eterów do końca. Ponadto przed destylacją należy przeprowadzić próbę na obecność nadtlenków i usunąć je w przypadku ich wykrycia. Próba polega na zmieszaniu danego eteru z zakwaszonym roztworem jodku potasu w obecności skrobi. Pod wpływem nadtlenku wydziela się jod pierwiastkowy, który ze skrobią daje intensywne niebieskofioletowe zabarwienie. Nadtlenki można usunąć, np. przez wytrząsanie eteru z zakwaszonym roztworem siarczanu żelaza(II).

## Inne (zwyczajowe) użycie nazwy eter w chemii
Pierwotnie terminem eter określano wszelkie substancje charakteryzujące się względną łatwością przeprowadzenia w stan gazowy. Cecha ta jest właściwa także dla substancji chemicznie nie będących eterami:
- Eter naftowy – jedna z lżejszych frakcji ropy naftowej zawierająca głównie n-pentan i n-heksan oraz ich izomery. Temperatura wrzenia wynosi około 40 °C i jest zależna od sposobu otrzymania. Nazwa jest stosowana do dziś.
- Eter octowy – archaizm oznaczający octan etylu. Nazwa występuje w XIX-wiecznej literaturze chemicznej, obecnie stosowana rzadko, jako nazwa zwyczajowa. Temperatura wrzenia 77 °C.
- Olejki eteryczne – mieszaniny otrzymane przez destylację surowców roślinnych z parą wodną. Są to zwykle najbardziej lotne substancje organiczne zawarte w roślinie.